# John Turturro
John Michael Turturro (New York, 1957. február 28. –) Primetime Emmy-díjas olasz származású, amerikai színész, forgatókönyvíró, filmrendező és filmproducer.

## Fiatalkora és családja
Édesanyja, Katherine szicíliai amatőr dzsessz-énekes, édesapja, Nicholas Turturro ács és építőipari munkás. Két testvére van, Nicholas Turturro szintén színész, Ralph Turturro középiskolai rajztanár. Unokatestvére, Aida szintén színész.
Hatéves korában szüleivel Queensbe költözött, itt végezte el a State University of New York at New Paltz egyetem dráma tagozatát, majd a mesterképzésben a Yale drámatagozatát is. 

## Pályafutása
1980-ban debütált színészkét Martin Scorsese Dühöngő bika című életrajzi filmdrámájában.

## Filmográfia

### Film

#### Rendező, író és producer
| Év   | Magyar cím                      | Eredeti cím                                     | Feladatkör | Feladatkör | Feladatkör | Megjegyzések                       |
| Év   | Magyar cím                      | Eredeti cím                                     | Rendező    | Író        | Producer   | Megjegyzések                       |
| ---- | ------------------------------- | ----------------------------------------------- | ---------- | ---------- | ---------- | ---------------------------------- |
| 1992 |                                 | Mac                                             | Igen       | Igen       | Nem        |                                    |
| 1996 |                                 | Illuminata                                      | Igen       | Igen       | Igen       |                                    |
| 2005 | Románc és cigaretta             | Romance and Cigarettes                          | Igen       | Igen       | Igen       |                                    |
| 2008 |                                 | Beyond Wiseguys: Italian Americans & the Movies | Nem        | Igen       | Vezető     | dokumentumfilm                     |
| 2009 | Egy szicíliai tragédia nyomában | Rehearsal for a Sicilian Tragedy                | Nem        | Igen       | Vezető     | dokumentumfilm                     |
| 2010 | A zene szenvedélye              | Passione                                        | Igen       | Nem        | Nem        |                                    |
| 2013 | Bérgavallér                     | Fading Gigolo                                   | Igen       | Igen       | Nem        |                                    |
| 2014 | Rio, szeretlek!                 | Rio, I Love You                                 | Igen       | Igen       | Nem        | "Quando não há Mais Amor" szegmens |
| 2017 |                                 | Hair                                            | Igen       | Igen       | Nem        | rövidfilm                          |
| 2020 |                                 | The Jesus Rolls                                 | Igen       | Igen       | Nem        |                                    |

#### Színész
| Év   | Magyar cm                                           | Eredeti cím                             | Szerep                       | Magyar hang         |
| ---- | --------------------------------------------------- | --------------------------------------- | ---------------------------- | ------------------- |
| 1980 | Dühöngő bika                                        | Raging Bull                             | férfi az asztalnál           |                     |
| 1984 | Flamingókölyök                                      | The Flamingo Kid                        | Ted                          |                     |
| 1985 | Kétségbeesve keresem Susant                         | Desperately Seeking Susan               | Ray                          |                     |
| 1985 | Élni és meghalni Los Angelesben                     | To Live and Die in L.A.                 | Carl Cody                    | Varga T. József     |
| 1986 | Hannah és nővérei                                   | Hannah and Her Sisters                  | író                          |                     |
| 1986 | A pénz színe                                        | The Color of Money                      | Julian                       | Halmágyi Sándor     |
| 1986 | Gung Ho                                             | Gung Ho                                 | Willie                       | Pusztaszeri Kornél  |
| 1986 | Kamuzsaru                                           | Off Beat                                | Neil Pepper                  |                     |
| 1987 | Az ötödik sarok                                     | Five Corners                            | Heinz                        | Barabás Kiss Zoltán |
| 1987 | A szicíliai                                         | The Sicilian                            | Pisciotta                    | Kassai Károly       |
| 1987 | A szicíliai                                         | The Sicilian                            | Pisciotta                    | Végh Péter          |
| 1987 | A szicíliai                                         | The Sicilian                            | Pisciotta                    | Kassai Károly       |
| 1989 | Szemet szemért                                      | Do the Right Thing                      | Pino                         | Széles László       |
| 1990 | Csapdában                                           | Catchfire                               | Pinella                      | Kassai Károly       |
| 1990 | A pokol konyhája                                    | State of Grace                          | Nick                         | Bognár Zsolt        |
| 1990 | A pokol konyhája                                    | State of Grace                          | Nick                         | Czvetkó Sándor      |
| 1990 | Mo’ Better Blues                                    | Mo' Better Blues                        | 'Moe' Flatbush               | Bartucz Attila      |
| 1990 | A halál keresztútján                                | Miller's Crossing                       | Bernie                       | Márton András       |
| 1991 | Érinthetetlenek                                     | Men of Respect                          | Mike Battaglia               |                     |
| 1991 | Dzsungelláz                                         | Jungle Fever                            | Paulie Carbone               | Kassai Károly       |
| 1991 | Hollywoodi lidércnyomás                             | Barton Fink                             | Barton Fink                  | Bezerédi Zoltán     |
| 1991 | Hollywoodi lidércnyomás                             | Barton Fink                             | Barton Fink                  | Kerekes József      |
| 1991 | Hollywoodi lidércnyomás                             | Barton Fink                             | Barton Fink                  | Lippai László       |
| 1992 | Mac                                                 | Mac                                     | Niccolò Vitelli              | Jakab Csaba         |
| 1992 | Agymenők                                            | Brain Donors                            | Roland T. Flakfizer          | Lippai László       |
| 1993 | Félelem nélkül                                      | Fearless                                | Dr. Bill Perlman             | Kassai Károly       |
| 1994 | Ember a talpán                                      | Being Human                             | Lucinnius                    | Felföldi László     |
| 1994 | Kvíz Show                                           | Quiz Show                               | Herbie Stempel               | Kálid Artúr         |
| 1994 | Félszemű Jimmy nyomában – Szociális katasztrófafilm | The Search for One-eye Jimmy            | Disco Bean                   |                     |
| 1995 | Kutass és rombolj                                   | Search and Destroy                      | Ron                          | Széles László       |
| 1995 | Álmok hősei                                         | Unstrung Heroes                         | Sidney Lidz                  |                     |
| 1995 | Nepperek                                            | Clockers                                | Larry Mazilli nyomozó        |                     |
| 1996 | Girl 6 – A hatodik hang                             | Girl 6                                  | Murray                       |                     |
| 1996 | Holdfényszelence                                    | Box of Moon Light                       | Al Fountain                  | Galbenisz Tomasz    |
| 1996 | A szerelem hangja                                   | Grace of My Heart                       | Joel Millner                 |                     |
| 1997 | A fegyverszünet                                     | La Tregua                               | Primo Levi                   | László Zsolt        |
| 1997 |                                                     | Lesser Prophets                         | Leon                         |                     |
| 1998 |                                                     | Illuminata                              | Tuccio                       |                     |
| 1998 | Pókerarcok                                          | Rounders                                | Joey Knish                   | Fazekas István      |
| 1998 | A játék ördöge                                      | He Got Game                             | Billy Sunday                 | Juhász György       |
| 1998 |                                                     | O.K. Garage                             | Jonny                        |                     |
| 1998 | A nagy Lebowski                                     | The Big Lebowski                        | Jesus Quintana               | Laklóth Aladár      |
| 1998 |                                                     | Animals with the Tollkeeper             | férfi szmokingban            |                     |
| 1999 | Egy sorozatgyilkos nyara                            | Summer of Sam                           | Harvey a kutya (hangja)      |                     |
| 1999 | Broadway 39. utca                                   | Cradle Will Rock                        | Aldo Silvano                 | Fazekas István      |
| 2000 | Ó, testvér, merre visz az utad?                     | O Brother, Where Art Thou?              | Pete Hogwallop               | Schnell Ádám        |
| 2000 | A síró ember                                        | The Man Who Cried                       | Dante Dominio                | Schnell Ádám        |
| 2000 | Botcsinálta ügynök                                  | Company Man                             | Crocker Johnson              |                     |
| 2000 |                                                     | Two Thousand and None                   | Benjamin Kasparian           |                     |
| 2000 | Végzetes végjáték                                   | The Luzhin Defence                      | Luzsin                       | Kálid Artúr         |
| 2001 | Talpig majom                                        | Monkeybone                              | Majompóc (hangja)            | Józsa Imre          |
| 2001 | Kavalkád az élet                                    | 13 Conversations About One Thing        | Walker                       |                     |
| 2002 | Az igazság nevében                                  | Collateral Damage                       | Sean Armstrong               | Epres Attila        |
| 2002 | A kismenő                                           | Mr. Deeds                               | Emilio                       | Józsa Imre          |
| 2003 |                                                     | Fear X                                  | Harry                        |                     |
| 2003 | Ki nevel a végén?                                   | Anger Management                        | Chuck                        | Kaszás Attila       |
| 2003 |                                                     | Opopomoz                                | John (angol hangja)          |                     |
| 2004 | Titkos ösvény                                       | Secret Passage                          | Paolo Zane                   |                     |
| 2004 | A titkos ablak                                      | Secret Window                           | John Shooter                 | Józsa Imre          |
| 2004 | Utál a csaj                                         | She Hate Me                             | Don Angelo                   | Epres Attila        |
| 2004 | Állásvadászok                                       | 2BPerfectlyHonest                       | Sal / Roberto                |                     |
| 2005 | Románc és cigaretta                                 | Romance & Cigarettes                    | énekes-táncos                |                     |
| 2005 |                                                     | The Moon and the Son (rövidfilm)        | a fiú (hangja)               |                     |
| 2006 | Az ügynökség                                        | The Good Shepherd                       | Ray Brocco                   | Epres Attila        |
| 2006 | Az ügynökség                                        | The Good Shepherd                       | Ray Brocco                   | Schnell Ádám        |
| 2006 | 10 nap szeptemberben                                | Quelques jours en septembre             | William Pound                | Schnell Ádám        |
| 2007 | Transformers                                        | Transformers                            | Seymour Simmons ügynök       | Kálid Artúr         |
| 2007 | Margot az esküvőn                                   | Margot at the Wedding                   | Jim                          | Kőszegi Ákos        |
| 2007 | Tudathasadás                                        | Slipstream                              | Harvey Brickman              | Crespo Rodrigo      |
| 2007 | A Karácsony története                               | Joulutarina                             | Iisakki (angol hangja)       |                     |
| 2008 | Minden azzal kezdődött                              | What Just Happened                      | Dick Bell                    | Háda János          |
| 2008 | Ne szórakozz Zohannal!                              | You Don't Mess with the Zohan           | Fatoush 'A Fantom' Hakbarah  | Schnell Ádám        |
| 2008 |                                                     | Miracle at St. Anna                     | Antonio 'Tony' Ricci         |                     |
| 2009 | Hajsza a föld alatt                                 | The Taking of Pelham 123                | Vincent Camonetti hadnagy    | Fazekas István      |
| 2009 | Transformers: A bukottak bosszúja                   | Transformers: Revenge of the Fallen     | Seymour Simmons              | Kálid Artúr         |
| 2009 | Egy szicíliai tragédia nyomában                     | Rehearsal for a Sicilian Tragedy        | önmaga                       |                     |
| 2010 | A zene szenvedélye                                  | Passione                                | önmaga / narrátor            |                     |
| 2010 | Diótörő 3D                                          | The Nutcracker in 3D                    | Patkánykirály                | Magyar Attila       |
| 2011 | Verdák 2.                                           | Cars 2                                  | Francesco Bernoulli (hangja) | Bardóczy Attila     |
| 2011 | Transformers 3.                                     | Transformers: Dark of the Moon          | Seymour Simmons              | Kálid Artúr         |
| 2011 | Szűzvonalban                                        | Somewhere Tonight                       | Leroy                        | Schnell Ádám        |
| 2013 | Bérgavallér                                         | Fading Gigolo                           | Fioravante                   | Schnell Ádám        |
| 2013 |                                                     | Gods Behaving Badly                     | Hadész                       |                     |
| 2014 | God's Pocket                                        | God's Pocket                            | Arthur 'Bird' Capezio        | Kálid Artúr         |
| 2014 | Exodus: Istenek és királyok                         | Exodus: Gods and Kings                  | I. Széthi                    | Schnell Ádám        |
| 2014 | Rio, szeretlek!                                     | Rio, I Love You                         | Homem                        |                     |
| 2015 | Anyám mozija                                        | Mia Madre                               | Barry Huggins                |                     |
| 2015 |                                                     | Tempo instabile con probabili schiarite | Lombelli                     |                     |
| 2015 | Nevetséges hatos                                    | The Ridiculous 6                        | Abner Doubleday              |                     |
| 2016 | A kőkezű                                            | Hands of Stone                          | Frankie Carbo                | Galbenisz Tomasz    |
| 2017 | Forródrót                                           | Landline                                | Alan Jacobs                  | Hirtling István     |
| 2017 |                                                     | Hair (rövidfilm)                        | John Turturro                |                     |
| 2017 | Transformers: Az utolsó lovag                       | Transformers: The Last Knight           | Seymour Simmons              | Kálid Artúr         |
| 2018 |                                                     | Gloria Bell                             | Arnold                       |                     |
| 2019 | A farkasfiú igaz története                          | The True Adventures of Wolfboy          | Mr. Silk                     | Schnell Ádám        |
| 2020 |                                                     | The Jesus Rolls                         | Jesus Quintana               |                     |
| 2022 | Batman                                              | The Batman                              | Carmine Falcone              | Schnell Ádám        |
| 2022 |                                                     | Forty Winks                             | Milo                         |                     |
| 2022 | Pinokkió                                            | Pinoccio                                | Doktor (hangja)              | Kapácsy Miklós      |
| 2024 | A szomszéd szoba                                    | The Room Next Door                      | Damian                       |                     |

### Televízió
| Év        | Magyar cím                 | Eredeti cím              | Szerep                   | Megjegyzések                                    |
| --------- | -------------------------- | ------------------------ | ------------------------ | ----------------------------------------------- |
| 1985      | Miami Vice                 | Miami Vice               | David Traynor            | 1 epizód                                        |
| 1988      | Mamma Lucia                | The Fortunate Pilgrim    | Larry                    | 3 epizód                                        |
| 1994      | Saturday Night Live        | Saturday Night Live      | önmaga / házigazda       | 1 epizód                                        |
| 1995      |                            | Sugartime                | Sam Giancana             | tévéfilm                                        |
| 2001      |                            | Biography                | narrátor                 | 2 epizód                                        |
| 2002      | A sportriporter            | Monday Night Mayhem      | Howard Cosell            | - tévéfilm - magyar hangja: - Berzsenyi Zoltán  |
| 2002      | Frasier – A dumagép        | Frasier                  | Grant (hangja)           | 1 epizód                                        |
| 2004–2008 | Monk – A flúgos nyomozó    | Monk                     | Ambrose Monk             | 3 epizód                                        |
| 2007      |                            | The Bronx Is Burning     | Billy Martin             | minisorozat (8 epizód)                          |
| 2007      | Slágermájerek              | Flight of the Conchords  | rendőr                   | 1 epizód                                        |
| 2016      |                            | The New Yorker Presents  | páciens                  | 1 epizód                                        |
| 2016      | Aznap éjjel                | The Night Of             | John Stone               | minisorozat (8 epizód)                          |
| 2017      |                            | Difficult People         | 'Dusty'                  | 1 epizód                                        |
| 2019      | A rózsa neve               | The Name of the Rose     | Baskerville-i Vilmos     | - 8 epizód - forgatókönyvíró és vezető producer |
| 2019      | Zöld sonka és zöld tojás   | Green Eggs and Ham       | kecske (hangja)          | 6 epizód                                        |
| 2020      | Összeesküvés Amerika ellen | The Plot Against America | Lionel Bengelsdorf rabbi | minisorozat (6 epizód)                          |
| 2022      | Különválás                 | Severance                | Irving                   | főszereplő                                      |
| 2024      | Mr. és Mrs. Smith          | Mr. & Mrs. Smith         | Eric Shane               | - 1 epizód - magyar hangja: - Kálid Artúr       |

## Díjak, jelölések
- Románc és cigaretta - rendező, forgatókönyvíró, producer
  - Velencei Filmfesztivál (2005) - Arany Oroszlán jelölés
- Kviz Show
  - Golden Globe-díj jelölés
- Hollywoodi lidércnyomás
  - David di Donatello-díj (1992) - Legjobb férfi alakítás
  - Cannes (1991) - Legjobb férfi alakítás